# كنيسة مجدو

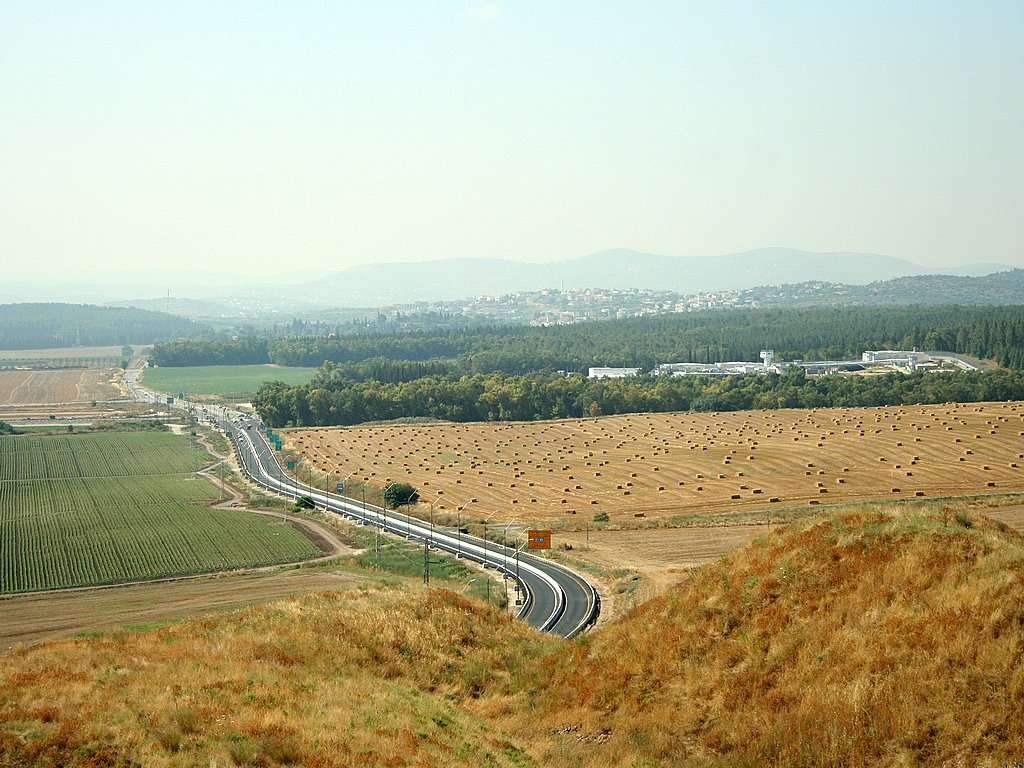
سجن مجدو من قمة تل مجدو. تقع الكنيسة في ساحة السجن.

كنيسة مجدو القديمة بالقرب من تل مجدو، كنيسة أثرية يعود تاريخها إلى القرن الثالث الميلادي، ومن أقدم المباني الكنسية التي اكتشفها علماء الآثار.

## الموقع
تم العثور على الآثار في سجن مجدو، والتي تقع على بعد بضع مئات من الأمتار إلى الجنوب من السور، والمجاورة لمفرق مجدو في شمال فلسطين المحتلة. تنتمي المنطقة إلى بلدة "اللجّون Legio"  الرومانية القديمة.

## وصف الموقع
في عام 2005، اكتشف عالم الآثار يوتام تيبر من جامعة تل أبيب بقايا كنيسة يعتقد أنها تعود إلى القرن الثالث الميلادي، وهي الفترة التي كان المسيحيون فيها لا يزالون يتعرضون للاضطهاد من قبل الإمبراطورية الرومانية. بين الاكتشافات وجد قطعة فسيفساء كبيرة مساحتها 54 متر مربع (580 قدم مربع) مع نقوش مكتوب عليها باليونانية تفيد بأن «الآلهة المحبة للرب قد عرضت المائدة على يسوع المسيح كنصب تذكاري».
يتم الحفاظ على الفسيفساء بشكل جيد للغاية وتضم صورًا هندسية وصورًا للأسماك، وهي رمز مسيحي قديم.